# Adorazione dei Magi (Leonardo)
L'Adorazione dei Magi è un dipinto a olio su tavola e tempera grassa (246 × 243 cm) di Leonardo da Vinci, realizzato tra il 1481 e il 1482. È conservato nella Galleria degli Uffizi a Firenze.

## Storia
Nel 1481 i monaci di San Donato a Scopeto commissionarono a Leonardo un'Adorazione dei Magi da completare nel giro di due anni. Leonardo studiò approfonditamente la composizione, lasciando vari disegni preparatori: uno della composizione generale, dove compare anche la capannuccia, conservato nel Cabinet des Dessins del Louvre, uno dello sfondo, al gabinetto dei Disegni e delle Stampe degli Uffizi e vari studi riconducibili alla zuffa di cavalli o alla posizione della Madonna e del Bambino.
Il pittore però, nell'estate del 1482, partiva per Milano, lasciando l'opera incompiuta. Quindici anni dopo, certi ormai dell'inadempienza di Leonardo, i religiosi si rivolsero a Filippino Lippi per ottenere una pala di analogo soggetto, pure agli Uffizi.
L'Adorazione di Leonardo nel frattempo era rimasta allo stato di abbozzo in casa Amerigo de' Benci, il padre di Ginevra, della quale Leonardo dipinse un famoso ritratto; qui la vide Vasari. Nel 1601 si trovava nelle raccolte di don Antonio de' Medici e, dopo la morte di suo figlio Giulio, nel 1670 approdò alle Gallerie fiorentine. Nel 1681 andò perduta la cornice cinquecentesca con dorature, probabilmente in occasione dello spostamento della tavola alla villa di Castello. Dal 1794 tornò definitivamente al museo.
Nella critica ottocentesca sorse qualche dubbio circa l'attribuzione dell'opera a una fase giovanile (Müntz) o a Leonardo stesso (Rumhor), ma si tratta di ipotesi oggi scartate.
Del dipinto esistono alcune radiografie realizzate da A. Vermehren, pubblicate nel 1954 da P. Sampaolesi e oggi appartenenti agli eredi Vermehren. La pala è stata restaurata tra il 2011 e la fine di marzo 2017 quando è tornata nuovamente visibile. Il restauro è avvenuto a cura dell'Opificio delle pietre dure di Firenze, che ha anche ripristinato le parti danneggiate.

## Descrizione e stile
Il tema dell'Adorazione dei Magi fu uno dei più frequenti nell'arte fiorentina del XV secolo, poiché permetteva di inserire episodi marginali e personaggi che celebravano il fasto dei committenti; inoltre ogni anno, per l'Epifania, si svolgeva un corteo che rievocava la cavalcata evangelica nelle strade cittadine.
Leonardo riuscì a rivoluzionare il tema tradizionale sia nell'iconografia che nell'impostazione compositiva. Innanzitutto, come in altre sue famose opere, decise di centrare l'episodio in un momento ben preciso, ricercandone il più profondo senso religioso, cioè nel momento in cui il Bambino, facendo un gesto di benedizione, rivela la sua natura divina agli astanti quale portatore di Salvezza, secondo il significato originario del termine "epifania" ("manifestazione"). Ciò è chiaro nella reazione degli astanti, presi in un vorticoso rutilare di gesti, attitudini ed espressioni di sorpresa e turbamento, al posto della tradizionale compostezza del corteo dove i pittori erano soliti sfoggiare dettagli ricchi ed esotici. L'effetto è quello di uno sconvolgimento interiore di fronte al manifestarsi della divinità.

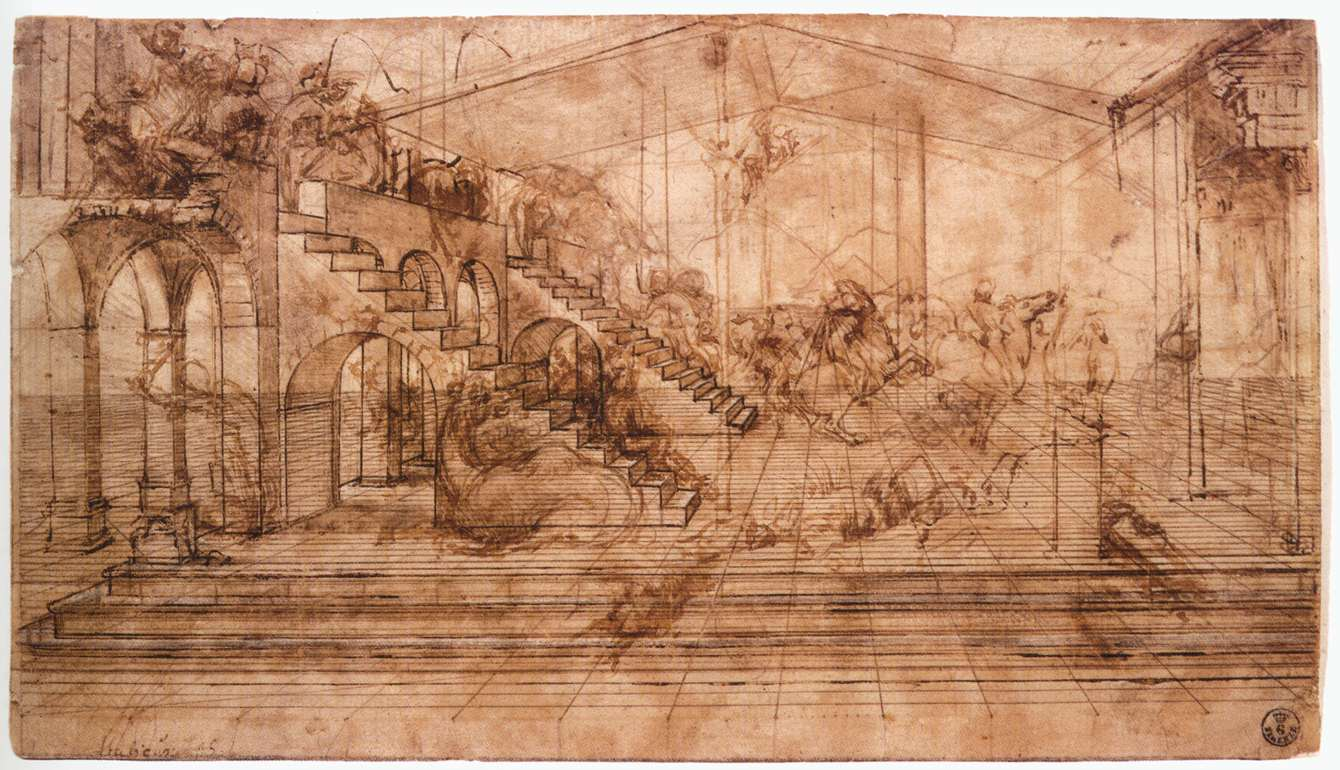
Studio per lo sfondo dell'Adorazione dei Magi, Gabinetto dei Disegni e delle Stampe

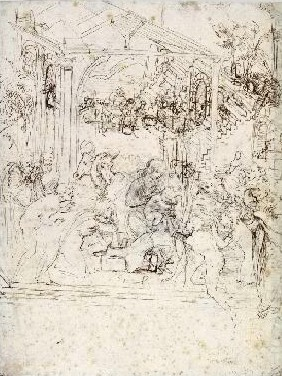
Studio per l'Adorazione dei Magi, Cabinet des Dessins

Da un punto di vista compositivo Leonardo fece sue le innovazioni impostate da Sandro Botticelli nell'Adorazione dei Magi di Santa Maria Novella (1475 circa), ponendo la Sacra Famiglia al centro e i Magi alla base di un'ideale piramide che ha come vertice la figura di Maria. La forma pressoché quadrata della tavola gli permise infatti di organizzare la composizione lungo le direttrici diagonali, con il centro nel punto di incontro, dove si trova la testa della Vergine. La figura di Maria, collocata in posizione leggermente arretrata, accenna un movimento rotatorio, con le gambe orientate a sinistra e il busto, nonché il volto, verso il Bambino a destra.
Sviluppò inoltre ulteriormente tale novità disponendo il corteo a semicerchio dietro alla Vergine, lasciando uno spazio vuoto, di forma più o meno circolare, nell'ideale centro dello spazio, dove si trova una roccia con un albero. Il leggero moto della Vergine sembra così propagarsi per cerchi concentrici, come un'onda generata dalla rivelazione divina. Il risultato è una scena estremamente moderna e dinamica, dove solo le figure in primo piano sono relativamente statiche, con uno studio intenso dei moti dell'animo e delle manifestazioni "corporee".
Lo sfondo è diviso in due parti dai due alberi, il primo un alloro simbolo di trionfo sulla morte (resurrezione) e il secondo una palma, simbolo della passione di Cristo, che dirigono lo sguardo dello spettatore in profondità. Qui si trovano alcune architetture in rovina (il Tempio di Gerusalemme), rimando tradizionale al declino dell'Ebraismo e del Paganesimo (quest'ultimo sottolineato pure dalla lotta convulsa dei cavalli in secondo piano, che non ha ancora ricevuto la lieta Novella) da cui si originò la religione cristiana. L'edificio con le scale è stato paragonato al presbiterio della chiesa di San Miniato al Monte; su di esso si trovano alcuni arbusti, come si vedono talvolta su alcune costruzioni delle quali la natura ha avuto tutto il tempo di impadronirsi nuovamente. Secondo altri autori, invece, il modello fu la villa medicea di Poggio a Caiano che allora doveva essere un cantiere in divenire con il solo piano porticato e la doppia scalinata parallela oggi non più esistente.

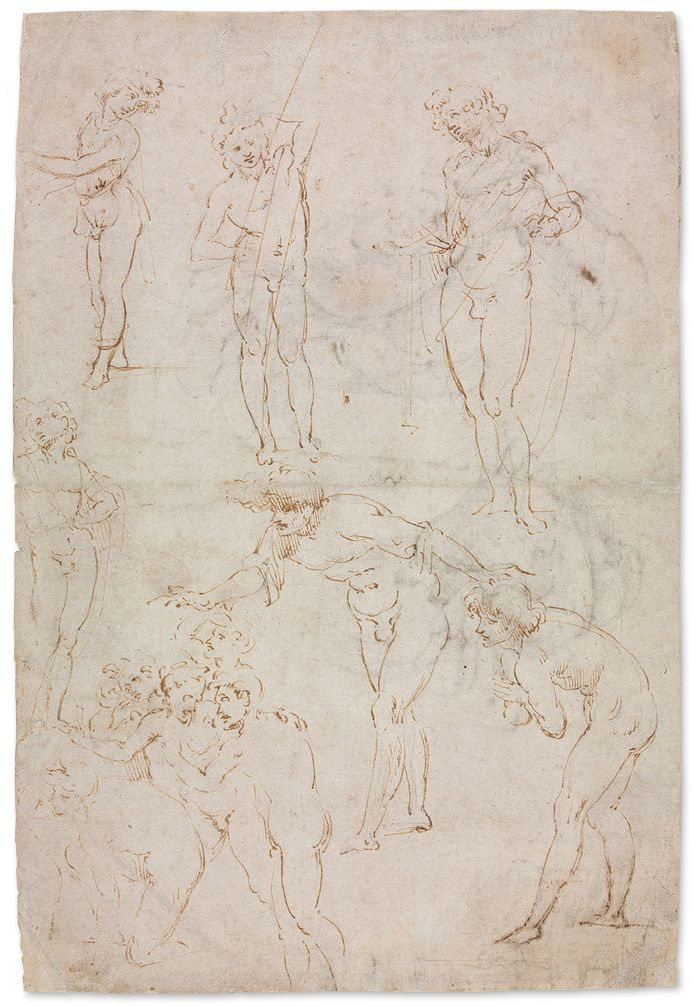
Studi per l'Adorazione dei Magi, Wallraf-Richartz Museum, Colonia

A destra si trova una zuffa di armati, uomini disarcionati e cavalli che s'impennano, come simbolo della follia degli uomini che non hanno ancora ricevuto il messaggio cristiano, e un abbozzo di rocce svettanti tipiche del paesaggio leonardesco.
Secondo alcuni esperti inoltre, il fanciullo all'estrema destra del quadro, che guarda verso l'esterno, potrebbe essere un autoritratto giovanile di Leonardo; più probabilmente è da mettere in relazione con l'uomo che medita sul lato opposto, come invito a riflettere sul mistero dell'Incarnazione.
Nel complesso, la composizione ricchissima ma unitaria e grandiosa, la varietà delle interazioni tra le figure, la complessità luminosa, l'intensità delle espressioni e dei moti dell'animo, fanno del dipinto di Leonardo un caposaldo artistico, in anticipo di due decenni rispetto alla cultura figurativa vigente, modello per numerosi maestri, come ancora il Raffaello della Trasfigurazione (1518-1520).

## Tecnica
L'opera incompiuta si presenta oggi come un grandioso abbozzo a monocromo, che permette di conoscere approfonditamente la tecnica usata da Leonardo nella realizzazione delle opere. Secondo la tradizione fiorentina, il maestro preparava innanzitutto un disegno accurato, usando però il meno possibile linee nette per i contorni. Questo contrastava con la posizione allora dominante a Firenze del predominio della linea di contorno, come confine preciso dell'oggetto rappresentato: come si sa, infatti, Leonardo preferiva usare contorni sfumati, suggerendo una certa continuità tra gli oggetti e lo spazio che li circonda, attraverso la circolazione dell'aria che nella realtà impedisce una visione nitida delle cose.
A partire dal disegno, Leonardo procedeva poi "rinforzando gli scuri", stendendo una base scura, dove necessario, a base di terre e verderame, di tinta marrone rossastra e di nero, lasciando invece visibile la preparazione chiara di fondo sui soggetti più illuminati. Su questa preparazione il pittore avrebbe poi steso i colori. Tra le figure più avanzate spiccano quelle di destra, alle quali manca solo il colore.

## Restauro
L’Adorazione è stata sottoposta a un complesso e risolutivo intervento di restauro, condotto dall'Opificio delle Pietre Dure e terminato nel 2017.
Preliminarmente è stata condotta un’articolata serie di indagini diagnostiche non invasive, per capire a fondo lo stato di conservazione del supporto ligneo (che è stato modificato dimensionalmente nel tempo), e della superficie pittorica preliminare che Leonardo aveva iniziato a comporre.
I risultati di queste indagini hanno consentito di avere una più chiara ed approfondita visione sia della tecnica artistica, sia dei problemi conservativi dell’opera.
Al di sopra dei primi strati disegnativi e pittorici, si sono nel tempo sovrapposte molte stesure non originali di vernice, vernice pigmentata, colla, patinature, ed anche qualche limitato ritocco. Il ritiro di questi materiali stava provocando una trazione della superficie, con il rischio di piccoli strappi di materia pittorica. La completezza del disegno sottogiacente è stato acquisito con tecnologia infrarosso di ultima generazione.
Altra problematica è stata la conservazione del supporto, costituito da dieci assi di pioppo non eccelso. Nel tempo, tale supporto ha cercato di incurvarsi, ma, incontrando il contrasto rigido della traversa centrale, si è aperto con una serie di pericolose fenditure che arrivano subito al di sotto degli strati pittorici e che, in alcune zone, hanno già prodotto rotture sulla superficie. Tale fenomeno è ancora in atto e la pittura sui due lati di ogni fenditura è sottoposta a un processo di compressione che a lungo andare può causare delle cadute di colore.
L’intervento di pulitura ha riguardato l’eliminazione dei vari materiali sovrapposti nei secoli, tramite un leggero, graduale e differenziato assottigliamento. La superficie pittorica risulta libera dal pericoloso effetto di strappo dei materiali accumulatisi sopra, e le parti disegnate e ombreggiate da Leonardo emergono finalmente leggibili in maniera chiara. È soprattutto nella parte alta che la nuova lettura dell’opera si afferma prepotente, rivelando un accenno sottilissimo del colore del cielo e rendendo percepibili a occhio nudo anziché solo in infrarosso le figure dei lavoratori che sono intenti alla ricostruzione del Tempio, elemento iconologico di grande importanza, così come la zuffa di cavalli e figure umane sulla destra.
La presenza di queste tracce di velatura di colore locale, già evidenziata dalle prime indagini diagnostiche, è forse all'origine della patinatura con la quale, nei secoli passati, le si erano volute occultare, forse per conferire all'insieme l’effetto non di un non finito, ma di un voluto monocromo.
Questa delicata pulitura ha consentito anche di penetrare sempre più nel modo di lavorare di Leonardo, confermando l’interpretazione iniziale circa le varie fasi e materiali, ma arricchendola di nuovi elementi, esempi ed anche di interessanti problemi interpretativi.
Come si rileva ovunque, molta materia aggiunta è stata ancora lasciata, in base alla impostazione teorica e tecnica della pulitura propria di questo Istituto, sia come livello di sicurezza, sia come "patina" della storia trascorsa.

## Nella cultura di massa
Il dipinto viene inquadrato molteplici volte nel film del 1986 Sacrificio di Andrej Tarkovskij.

### Fonti
- Galleria degli Uffizi, collana I Grandi Musei del Mondo, Roma, la Repubblica - l'Espresso, 2003.
- Milena Magnano, Leonardo, collana I Geni dell'arte, Milano, Mondadori Arte, 2007, ISBN 978-88-370-6432-7.
- Bruno Santi, Leonardo, collana I protagonisti dell'arte italiana, Firenze, Scala, 2001, ISBN 88-8117-091-4.
- Pierluigi De Vecchi e Elda Cerchiari, I tempi dell'arte, vol. 2, Milano, Bompiani, 1999, ISBN 88-451-7212-0.

### Approfondimenti
- Eike Schmidt, Marco Ciatti e Daniela Parenti (a cura di), "Il cosmo magico" di Leonardo - L'Adorazione dei Magi restaurata, Firenze, Giunti editore, 2016, ISBN 978-8809856974.
- Marco Ciatti e Cecilia Frosinini (a cura di), Il restauro dell'"Adorazione dei Magi" di Leonardo. La riscoperta di un capolavoro, Firenze, Edifir, 2017, ISBN 9788879708395.
- Cecilia Frosinini (a cura di), Il restauro dell'Adorazione dei Magi di Leonardo da Vinci. Capire il non-finito, in Imagines, con contributi di Roberto Bellucci e Patrizia Riitano, n. 1, settembre 2017. Ospitato su Uffizi.it.